# Hania Aidi
Pour les articles homonymes, voir Aidi.
Hania Aidi (arabe : هنية العايدي), née le 10 décembre 1977 à Sfax, est une athlète handisport tunisienne, active principalement en lancer du javelot. Elle est également championne du monde handisport dans cette discipline.

## Palmarès
Atteinte d'un traumatisme médullaire en 1997 en raison d'une erreur médicale, elle débute l'athlétisme à l'âge de 26 ans. Elle participe aux Jeux paralympiques d'été de 2004 à Athènes où elle dispute les compétitions de lancer du disque, du javelot et du poids F54-55 mais ne remporte pas de médaille.
Aux Jeux paralympiques d'été de 2008 à Pékin, elle décroche une médaille d'argent au lancer du javelot F55-56, une performance confirmée aux Jeux paralympiques d'été de 2012 à Londres.
En 2011, elle est qualifiée pour les championnats du monde d'athlétisme handisport à Christchurch et obtient un titre de championne du monde au lancer du javelot F54-56. Aux championnats du monde 2013 à Lyon, elle réussit à conserver son titre de championne du monde et remporte par ailleurs une médaille de bronze en lancer du poids F54. Aux championnats du monde 2015 à Doha, elle conserve son titre de championne du monde dans la catégorie F54,.
Elle est porte-drapeau de la délégation tunisienne aux Jeux paralympiques d'été de 2016 à Rio de Janeiro. Elle remporte dans la foulée deux médailles d'argent au lancer du poids et du javelot F54.
Lors des championnats du monde 2017 à Londres, elle remporte une médaille d'argent au lancer du javelot F54.